# Symphony of Enchanted Lands
Symphony of Enchanted Lands é o segundo álbum lançado pela Rhapsody of Fire em 1998. É o segundo capítulo da Saga Emerald Sword.

## Lista de Faixas
Todas as letras escritas por Luca Turilli, todas as músicas compostas por Alex Staropoli, Luca Turilli.
| N.º            | Título | Duração                           |  |
| 1.             | "Epicus Furor (Fúria Épica)" | 1:15                              |  |
| 2.             | "Emerald Sword" | 4:21                              |  |
| 3.             | "Wisdom of the Kings" | 4:29                              |  |
| 4.             | "Heroes of the Lost Valley I. "Entering the Waterfalls' Realm" (instrumental) II. "The Dragon's Pride"                          | 2:05 - 1:20 - 0:45                |  |
| 5.             | "Eternal Glory" | 7:29                              |  |
| 6.             | "Beyond the Gates of Infinity"                                                                                                  | 7:23                              |  |
| 7.             | "Wings of Destiny" | 4:28                              |  |
| 8.             | "The Dark Tower of Abyss" | 6:47                              |  |
| 9.             | "Riding the Winds of Eternity"                                                                                                  | 4:13                              |  |
| 10.            | "Symphony of the Enchanted Lands I. "Tharos' Last Flight" II. "Hymn of the Warrior" III. "Rex Tremende" IV. "The Immortal Fire" | 13:17 - 1:00 - 3:05 - 6:31 - 2:41 |  |
| Duração total: | Duração total: | 55:42                             |  |

## Integrantes
- Fabio Lione - vocal
- Alex Staropoli - teclado
- Luca Turilli - guitarra
- Alessandro Lotta -  baixo
- Daniele Carbonera - bateria

## Paradas
| Parada (1998)                         | Posição mais alta |
| ------------------------------------- | ----------------- |
| Alemanha (Offizielle Deutsche Charts) | 54                |
| Itália (FIMI)                         | 66                |